# Beilschmiedia palembanica
Beilschmiedia palembanica är en lagerväxtart som först beskrevs av Friedrich Anton Wilhelm Miquel, och fick sitt nu gällande namn av André Joseph Guillaume Henri Kostermans. Beilschmiedia palembanica ingår i släktet Beilschmiedia och familjen lagerväxter. Inga underarter finns listade i Catalogue of Life.